# Шамейський
Шаме́йський (рос. Шамейский) — селище у складі Малишевського міського округу Свердловської області.
Населення — 43 особи (2010, 57 у 2002).
Національний склад станом на 2002 рік: росіяни — 84 %.